# 美国密歇根西区联邦地区法院
美国密歇根西区联邦地区法院 （引用时缩写为W.D. Mich.）是美国94个、密歇根州2个联邦地区法院之一。该法院审理后的案件需上诉至第六巡回法院，专利及《塔克法案》相关的案件需上诉至联邦巡回区法院。